# レ・ソワレ・ドゥ・パリ
『レ・ソワレ・ドゥ・パリ』（Les soirées de Paris）は、1912年に創刊され、1914年に廃刊されたフランスの月刊文芸・美術誌。1912年2月から1913年6月までの第Iシリーズ（第1号 - 第 17号）、1913年11月から1914年7-8月までの第IIシリーズ（第18号 - 第26-27号）に区分される。

## 概要

### 雑誌創刊
『レ・ソワレ・ドゥ・パリ』は、1911年9月にモナリザ盗難の嫌疑をかけられた一件で落胆していたギヨーム・アポリネールに再び文学界での活躍の場を与えるために、アポリネールの近しい友人アンドレ・ビリー、ルネ・ダリーズ、アンドレ・サルモン、アンドレ・チュデスク (André Tudesq) らによって企画された。雑誌のタイトルはアンドレ・ビリーによって提案された。

### 第Iシリーズ（1912年-1913年）
創刊当初、『レ・ソワレ・ドゥ・パリ』の編集長はアポリネールとアンドレ・ビリーが、事務局長はルネ・ダリーズが務めた。なお、第2号から11号までの編集作業はアンドレ・チュデスク、12号から17号までの編集作業はビリーが務めている。第1号の編集事務所はパリ左岸 (9, rue Jacob,75006 ) に設置される。
第Iシリーズの特徴としては、企画者である文学者たちの詩、散文作品が多く掲載されたことが挙げられる。創設に関わった編集メンバー5人は全て文学者である。また編集メンバー以外の寄稿者として、ジャック・ディソール、ルネ・ビゼ (René Bizet) の名も認めることができる。
- アポリネールと第Iシリーズ
本誌第Iシリーズへの参与は、アポリネールの生涯のなかで、詩人、美術批評家としてのキャリアを確立するための実験的な場として非常に重要な位置を占めている。例えば今日アポリネールの代表作として挙げられている「ミラボー橋 (Le Pont Mirabeau)」（No. 1）や『地帯 (Zone)』（No. 11）は、本誌第Iシリーズに発表されたものである。この2篇を含めた10篇の本誌掲載の詩（他に「クロチルド (Clotilde)」, 「マリジビル (Marie-Sibylle)」、 「ローズモンド (Rosemonde)」（No. 6）、「アンニー (Annie)」、 「旅行者 (Le voyageur)」 「狩の角笛 (Cors de chasse)」（No. 8）、「マリー (Marie)」（No. 9）[5]、「葡萄月 (Vendémiaire)」（No. 11）が、1913年にメルキュール・ド・フランス社より出版された『アルコール』（Alcools）に再編されている。
また、1913年に出版された『キュビスムの画家たち』（Méditations esthétiques; les peintres cubistes）には、ギヨーム・アポリネールによる『レ・ソワレ・ドゥ・パリ』掲載の美術批評が再録されている[6]。以下はそのタイトルと概要である。
  1. Apollinaire, Guillaume, « Du sujet dans la Peinture moderne », Les Soirées de Paris, No. 1, p. 1-4. （『キュビスムの画家たち』第2章掲載）
「新しい画家たち」の作品における主題の消滅と「純粋絵画」の概念を提示し、その先駆者としてパブロ・ピカソの名を挙げている。
  2. Apollinaire, Guillaume, « La peinture nouvelle », Les Soirées de Paris, No. 3, p. 89-92. （『キュビスムの画家たち』第3、4、5章掲載）
模倣的な表現を超えるような非ユークリッド幾何学と絵画における4次元という観念に関する言及を行っている。
  3. Apollinare, Guillaume, « La peinture nouvelle. - Notes d'art », Les Soirées de Paris, No. 4, p. 113-115. （『キュビスムの画家たち』第6，7章掲載）
若い画家たちのアフリカ・オセアニア芸術への関心に触れつつも、ニコラ・プッサンからアングル、ウジェーヌ・ドラクロワからエドゥアール・マネ、ポール・セザンヌからジョルジュ・スーラ、ピエール＝オーギュスト・ルノワールからアンリ・ルソーへと至る、「新しい画家たち」のフランス的な伝統を主張している。
- 第Iシリーズの廃刊
『レ・ソワレ・ドゥ・パリ』を通したギヨーム・アポリネールの実験的な試みやキュビスム画家たちへの注目は、アンドレ・ビリーやルネ・ダリーズらの関心と大きくかけ離れたものであったために、雑誌の運営に関して内部で見解の相違が生じていた。また購読者の数も決して多くはなく、雑誌の運営は困難な状況を極めた。状況を見かねたアンドレ・ビリーは、『レ・ソワレ・ドゥ・パリ』の企画をギヨーム・アポリネール及びロシア人画家のセルジュ・フェラ（フランス語版）の手に委ねる。以降、『レ・ソワレ・ドゥ・パリ』は新たなメンバー構成によって刷新されるのである[7]。

### 第IIシリーズ（1913年-1914年）
第IIシリーズは事務所を移動し（278, boulevard Raspail,75014 ）、値段もそれまでの1刊あたり0.6ユーロから0.75ユーロに引き上げた。新たな雑誌の印刷はディミトリ・スネガロフ (Dimitri Snegaroff) の経営するユニオン印刷が担当した。同社は戦後ギヨーム・アポリネールの仲介によって前衛美術、文学専門の印刷所へと経営展開する。原稿の編集長を務めたのがギヨーム・アポリネールであったのに対し、芸術編集を担当したのはセルジュ・フェラであった。彼の本名はSergueï Nikolaïévitch Jastrebzoffであったが、『レ・ソワレ・ドゥ・パリ』ではJean Cérussという筆名を用いている。また彼の従妹、Hélène Oettingenは、セルジュとともに雑誌の財政面を支えたのだが、紙面ではRoch Greyという筆名で投稿している。
- 特徴
第IIシリーズは第Iシリーズと様々な点で異なっている。まず、第IIシリーズにはキュビスム画家たちの絵画作品の複製が多く掲載されている。なかでも第IIシリーズ初刊にあたる第18号を飾ったパブロ・ピカソのキュビスムのコンストラクションは、第Iシリーズから継続していた大半の定期購読者の購読取りやめを促した[9]。
次に、執筆者も大きく変化している。第IIシリーズでは、第Iシリーズには認められないマックス・ジャコブ（Max Jacob）やブレーズ・サンドラール（Blaise Cendrars）の記事が掲載されるようになった。また計4号にわたって掲載されたモーリス・レイナル（フランス語版）の「映画コラム」（Chronique cinématographique, No. 19, No. 21, No. 24, No. 26&27）は、映画が一般的な娯楽とされるようになってから日の浅い当時としては、非常に斬新なものであった。第25号にはフェルナン・レジェ（Fernand Léger）が寄稿している[10]。
さらに、アポリネール自身の詩作も急進的な方向へと向かっていた。象形文字にインスピレーションを受けた彼の最初の「詩的象形文字」あるいは「カリグラム」が初めて発表されたのは本誌第IIシリーズ後期であった（Nos. 24, 26&27）。
- 特別企画
第IIシリーズ発刊の間、2度特別企画が催されている。最初のものは雑誌第20号のアンリ・ルソー特集であり、ルソーに捧げられたアポリネールやルネ・ダリーズの記事のほか、ルソーの手紙、1908年11月14日に催された「ルソーに捧げる夕べ」のプログラムなどが掲載された[11]。後者は第24号で告知されているアルベルト・サヴィニオの音楽会の開催である。これは1914年5月24日に雑誌事務所の部屋（278, boulevard Raspail,75014 ）で開催されている。後の記事によれば出席者の中にはアポリネールやセルジュ・フェラの他、ピカソ夫妻、ピカビア夫妻、モーリス・レイナル夫妻、マックス・ジャコブ、ジョルジュ・デ・キリコ、アルキペンコ、アレクサンドル・メルスローなど、いずれも今日では著名である文学、美術分野の人々が集った。

## 関係者
- 執筆者一覧
  1. 第Iシリーズ
APOLLINAIRE, Guillaume ; TUDESQ, André ; DALIZE, René ; BILLY, André ; SALMON, André ; WALEFFE, Maurice de ; DYSSORD, Jacques ; PERRÉS, Charles BILLY, André ; DUMINY, Marcel ; GREY, Roch ; L'ESC., J De ; THARAUD, Jérôme ; PAUPE, Adolphe ; MONTFORT, Eugène ; DIVOIRE, Fernand ; DERÈME, Tristan ; COMBETTE, Bernard ; HENRY, Marc ; ALTENBER G, Peter ; BORGNE, Le Crocheteur ; CÉARD, Henry ; LACUZON, Adolphe ; BERNARDIN, Charles-Léon ; ZAVIE, Emile ; CARCO, Francis ; SABIRON, George ; DONIAZADE ; VOIROL, Sébastien ; MUSELLI, Vincent ; MAGNE, Emile ; PELLERIN, Jean ; RAYNAL, Maurice ; PAULHAN, Jean
  2. 第IIシリーズ
APOLLINAIRE, Guillaume ; CERUSSE, Jean ; BILLY, André ; PIEUX Léonard ; DUSSORT, Jacques ; JACOB, Max ; BIZET, R. ; DALISE, René ; GREY, Roch ; ZAVIE Emile ; RAYNAL, Maurice ; FLEURET, Fernand ; HOLLEY, Horace ; BUFFET, Gabrielle ; HAVET, Mireille ; JACOB, Max ; PIEUX, Léonard ; DYSSORD, Jacques ; DUPONT, André ; COMBETTE, Dominique ; BASLER, Adolphe ; ROUSSEAU, Henri ; VARÈSE, Edgard ; DIVOIRE, Fernand ; PAPINI, Giovanni ; REEVE, Harrison ; HERTZ, Henri ; LE Roy, Jean ; HENNER, Pierre ; RIVE, Louis ; VISCONTI, Paul) ; MUSELLI, Vincent ; ROYÈRE, Jean ; CENDRARS, Blaise ; SAVINIO, Alberto ; HAAS, Dr Albert ; STRETZ, Henri ; FAUCONNET, G. -P. ; VOLLARD, Ambroise ; SOFFICI ; DALIZE, René ; LÉGER, Fernand ; GAMBEDOO, O. -W. ; FLINT, F. S. ; ARBOUIN, Gabriel ; HAVET, Mireille ; STURZWAGE, Léopold ; ROUALT, Georges ; FAUCONNET ; SEEGER, Alan.
- 挿絵画家一覧
Pablo Picasso (No. 18); Marie Laurencin (No. 19); Henri Matisse (No. 19, 24); Jean Metzinger (No. 19); Albert Gleizes (No. 19); Henri Rousseau (No. 20); André Derain (No.21); Francis Picabia (No. 22); Georges Braque (No.23); A. Archipenko (No. 25); Fernand Léger (No. 26&27); Marius de Zayas (No. 26&27); Maurice de Vlaminck  (No. 26&27); Georges Rouault  (No. 26&27).

### 一次資料
- Apollinaire, Guillaume, André Billy, René Dalize, André Tudesq, André Salmon, Charles Perrès, Serge Férat, Hélène Oettingen, et *Jean Mollet. Les Soirées de Paris: recueil mensuel. Paris: [s.n.], 1912-1914.(Gallica)

再版
- Les soirées de Paris: revue littéraire et artistique. Paris: Conti, 2010.
- Les Soirées De Paris. No. 1-27; [Fév.] 1912-[Juil./Août] 1914. Genève: Slatkine, 1971.

同時代人証言
- Billy, André. ... Apollinaire vivant. Paris: Éditions de la Sirène, 1923.
- Salmon, André. Souvenirs sans fin: 1903-1940. Paris: Gallimard, 2004.

### 二次資料
展覧会カタログ
- Warnod, Jeanine, et Serge Férat. Serge Férat: un cubiste russe à Paris. Paris: Conti, 2010.
- M. Knoedler & Co. Les Soirées de Paris: [exposition] 16 mai-30 juin, 1958. Paris: Draeger Frères, 1958.

個別研究
- Apollinaire, Guillaume, et Peter Read. The cubist painters. Berkeley, Calif: University of California Press, 2004.
- Parigoris, Alexandra. « Les Soirées de Paris, Apollinaire, Picasso et les clichés Kahnweiler», dans Revue de L'Art, No. 82, 1989. p. 61-74.
- Blumenkranz-Onimus, Noëmi. « Les "Soirées de Paris" ou le mythe du moderne », dans Brion-guerry, Liliane. L'annee 1913: les formes esthetiques de l'oeuvre d'art a la veille de la premiere guerre mondiale. Paris: Klincksieck, 1971.
- Watanabe, Kazutani; Hirabayashi, Kazuyuki et Aoki, Kenji. « Bibliographie des Soirées de Paris, 1912-1914 », Bulletin de la section française de la faculté de lettres de l'université de Rikkyo, No. 5, mars 1975, p. 47-78, et No.6, mars 1976, pp. 71-108.